# Pálinka d'abricot de Kecskemét
Le pálinka d'abricot de Kecskemét (en hongrois : kecskeméti barackpálinka) est un pálinka hongrois traditionnel produit dans la région de Kecskemét.